# Mixtón-Krieg

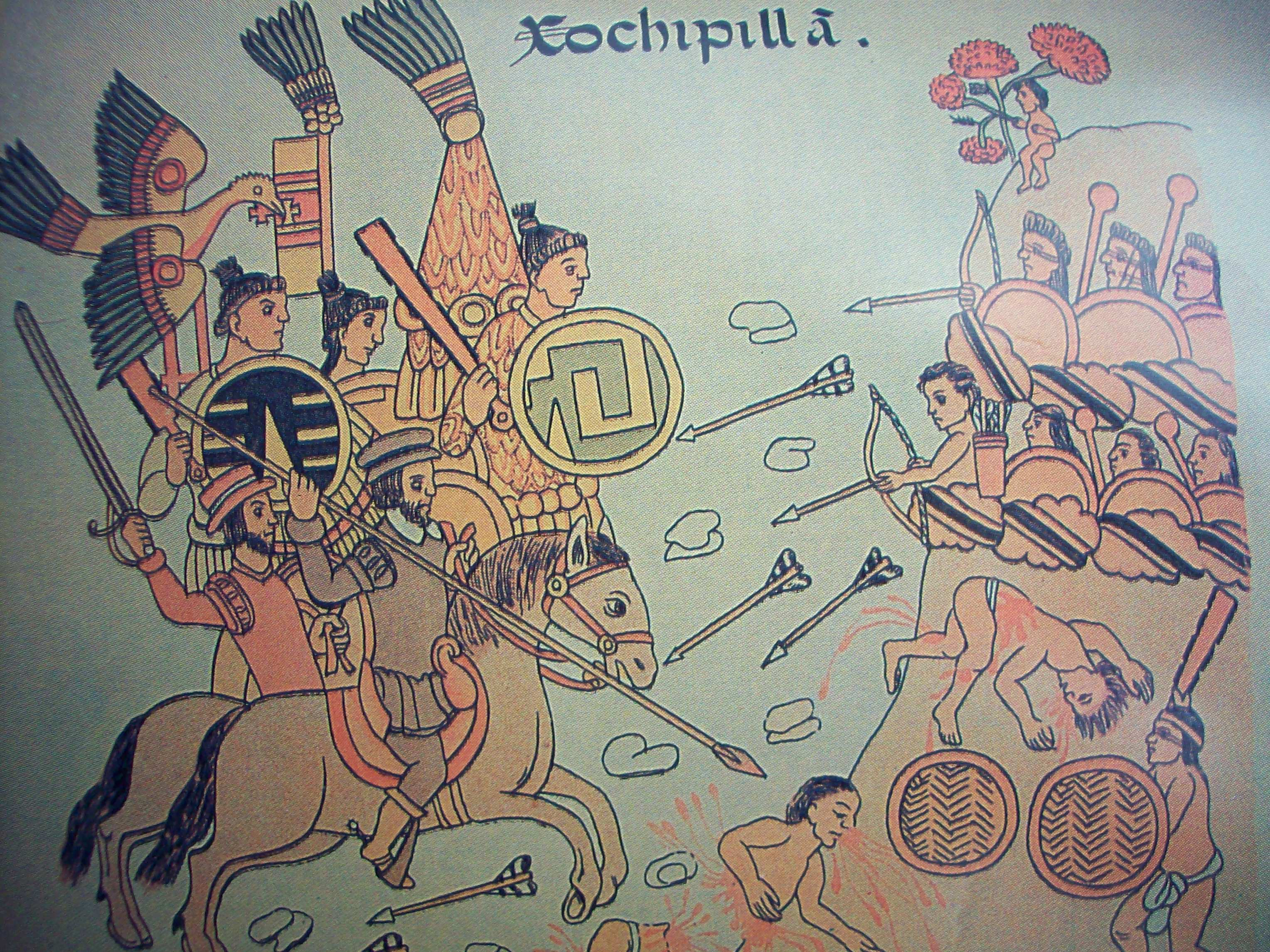
Lienzo de Tlaxcala, Schlacht von Xochipilla im Mixtón-Krieg

Der Mixtón-Krieg war eine militärische Auseinandersetzung zwischen mehreren indianischen Stämmen aus Neugalicien und der Armee der spanischen Kolonialmacht in Neuspanien. Mehrere indigene Völker, die bereits von den Spaniern unterworfen worden waren, erhoben sich während dieses Konfliktes gegen die Spanier. Die Bezeichnung Mixtón-Krieg leitet sich von einem Bollwerk der Aufständischen auf einem Mixtón genannten Hügel im Süden des heutigen Bundesstaates Zacatecas ab.

## Vorgeschichte
Im Jahre 1529 drang Nuño Beltrán de Guzmán mit 500 Spaniern und etwa 10.000 indianischen Verbündeten, Azteken und Tlaxcalteken, in das Gebiet der späteren neuspanischen Provinz Neu-Galicien ein. Auf seinem Marsch eroberte Nuño Beltrán de Guzmán Nayarit, Jalisco, Durango, Sinaloa und Zacatecas, obwohl die Bewohner dieser Gegenden unter der Herrschaft anderer Spanier standen. Er ignorierte die Rechte der ersten Entdecker und Eroberer und schwang sich selbst zum Herren über das Land auf. In diesem Krieg wurden mehrere Tausend Indigene von den spanischen Truppen und ihren indianischen Verbündeten gefoltert oder getötet. Sobald Guzmán seine Eroberungen konsolidiert hatte, befahl er die Verteilung aller besiegten Indianer an die spanischen Encomiendas und machte sie damit de facto zu Sklaven. Seine Schreckensherrschaft endete 1536, als der Vizekönig, Antonio de Mendoza, Nuño Beltrán de Guzmán aufgrund seiner Verbrechen verhaften und am 30. Januar 1538 in Ketten nach Spanien bringen ließ. Dort starb er im Jahre 1544 als Gefangener im Schloss von Torrejón. Doch auch nach seinem Sturz 1536 fuhren viele seiner Günstlinge fort, die unterworfenen Indianer zu misshandeln. Der Hass auf die Spanier löste schließlich den Aufstand aus.

## Der Widerstand

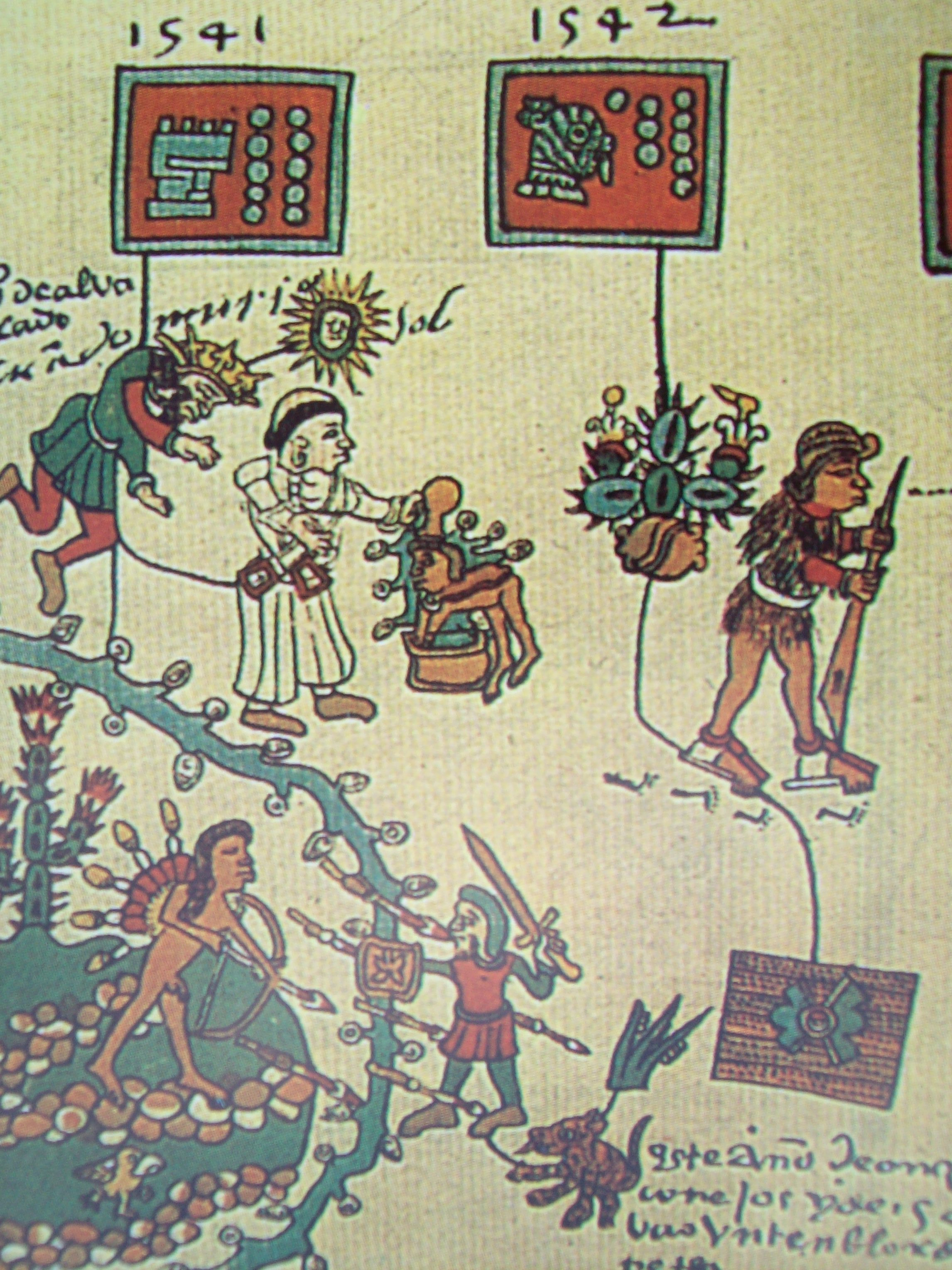
Codex Telleriano-Remensis, Die zeitgenössische Darstellung zeigt den Tod des (gekrönten) Pedro de Alvarado im Mixtón-Krieg (der Mann links hinter dem Priester)

Die Gelegenheit zum Aufstand kam, als der neue Gouverneur der Provinz, Francisco Vásquez de Coronado, im Februar 1540 in den Norden aufbrach. Auf der Suche nach den sieben goldenen Städten von Cibola nahm er einen großen Teil der wehrfähigen spanischen Männer mit. Damit entblößte er weite Teile der Provinz von Truppen. Nur wenige Wochen nach Coronados Abzug begann im Frühjahr 1540 der Aufstand im Gebiet von Tepic. Die Indianer erhoben sich gegen die Sklaverei, die spanische Herrschaft und gegen die christliche Religion. Sie töteten Missionare und begannen, ihre Siedlungen zu befestigen. Die Führer der Rebellion waren Petacal, Häuptling der Caxcanes (Jalpa), und Tenamaxtle, Bruder des Herrschers von Nochistlán.
Die Rebellion ergriff schon bald andere Regionen wie Teocaltiche, Nochistlán und Juchipila. Es gab Zusammenstöße zwischen den Caxcan und den Spaniern, aber auch Unruhen der Indianer auf den Gütern ihrer spanischen Herren. Der Konflikt gefährdete die Dominanz der Spanier in Mexiko. Angesichts dieser Notsituation sandte der Vizekönig, Antonio de Mendoza, Cristóbal de Oñate zur Niederschlagung der Rebellion nach Neu-Galicien. Doch Oñate wurde von den Aufständischen besiegt. Am 12. Juni 1541 traf Pedro de Alvarado mit Verstärkung ein. Er stellte die Ordnung in Guadalajara wieder her und wandte sich dann Nochistlán zu. Dort wurde er während eines Gefechtes am Bein verwundet. Am 4. Juli 1541 starb Pedro de Alvarado an dieser Verletzung, ohne dass er zuvor den Aufstand vollständig niederschlagen konnte.

## Die Niederschlagung des Aufstandes
Die Erfolglosigkeit der spanischen Armee und die Angst vor einer Ausweitung der Aufstände auf Michoacán und dann auf ganz Mexiko veranlassten Vizekönig Antonio de Mendoza im September 1541, die Truppen persönlich gegen die Aufständischen ins Feld zu führen. Mit 450 Spaniern und 30.000 Azteken und Tlaxcalteken marschierte er in die Provinz ein und erstickte allmählich den Aufstand. Die Bergfeste Mixtón wurde erst im Jahre 1542 von den Spaniern eingenommen.

## Folgen und Nachleben
Tausende indianische Männer wurden als Gefangene in Ketten in die Silberbergwerke geschickt. Viele Frauen und Kinder wurden aus ihrer Heimat verschleppt und mussten auf den spanischen Haziendas arbeiten.
Trotz der Niederlage der Caxcanes in Mixtón blieben einige andere Orte noch einige Zeit unter indianischer Kontrolle. Insofern waren die Aufstände auch nach dem Fall von Mixtón nicht überall zu Ende. Immer wieder kam es zu Scharmützeln, die in den Jahren 1550 bis 1600 in einem lange währenden Grenzkrieg gegen die Chichimeken gipfelten.
Die Erinnerung an den Mixtón-Krieg blieb unter der indigenen Bevölkerung Mexikos bis heute lebendig.